# Кастрати, Флямур
Флямур Кастрати (алб. Flamur Kastrati; 14 ноября 1991 года, Осло) — косоварский футболист, игравший на позиции нападающего.

## Клубная карьера
Воспитанник норвежских столичных клубов «Грей» и «Шейд». За последний клуб дебютировал в 2008 году во Втором дивизионе, третьем уровне в норвежской системе футбольных лиг. В январе 2009 года был продан в нидерландский «Твенте», подписав с этим клубом двухлетний контракт. За чемпиона Нидерландов 2009/2010 Кастрати в официальных матчах сыграть не удалось, хотя он провёл за «Твенте» ряд предсезонных матчей и был включён в заявку на матч Лиги чемпионов УЕФА 2011/12.
Во второй половине сезона 2011/12 Кастрати был отдан в аренду команде «Оснабрюк», выступавшей в немецкой Второй Бундеслиге. 16 января 2011 года Кастрати забил в своём дебютном матче за «Оснабрюк» в гостевом поединке против «Дуйсбурга». 13 марта того же года в матче против «Энерги» Кастрати упал на землю без сознания после, казалось бы, безобидного столкновения с Маркусом Брженска. Матч был остановлен пока Кастрати получал медицинскую помощь на поле и не был доставлен в больницу на машине скорой помощи. После того, как матч был возобновлён, обе команды перестали играть, просто передавая мяч из стороны в сторону в течение 12 минут добавленного времени. Медики опасались, что шея Кастрати была сломана, и что его футбольная карьера закончилась. Однако Кастрати травмировал лишь нерв и должен был вернуться на поле в течение двух недель. Кастрати забил гол в своём первом матче после восстановления, отличившись в гостевом поединке против «Карлсруэ» 1 апреля 2011 года.

## Карьера в сборной
Флямур Кастрати дебютировал за сборную Косова 5 марта 2014 года в домашнем товарищеском матче против сборной Гаити, заменив на 86-й минуте Шпетима Хасани.

## Статистика выступлений

### В сборной
| Матчи и голы Флямура Кастрати за сборную Косова | Матчи и голы Флямура Кастрати за сборную Косова | Матчи и голы Флямура Кастрати за сборную Косова    | Матчи и голы Флямура Кастрати за сборную Косова | Матчи и голы Флямура Кастрати за сборную Косова | Матчи и голы Флямура Кастрати за сборную Косова | Матчи и голы Флямура Кастрати за сборную Косова |
| №                                               | Дата                                            | Место проведения                                   | Соперник                                        | Счёт                                            | Голы                                            | Соревнование                                    |
| ----------------------------------------------- | ----------------------------------------------- | -------------------------------------------------- | ----------------------------------------------- | ----------------------------------------------- | ----------------------------------------------- | ----------------------------------------------- |
| 1                                               | 5 марта 2014                                    | Олимпийский стадион Адем Яшари, Косовска-Митровица | Гаити                                           | 0:0                                             | —                                               | Товарищеский матч                               |
| 2                                               | 7 сентября 2014                                 | Городской стадион, Приштина                        | Оман                                            | 1:0                                             | —                                               | Товарищеский матч                               |
| 3                                               | 3 июня 2016                                     | Фольксбанк Штадион Франкфурт, Франкфурт-на-Майне   | Фареры                                          | 2:0                                             | —                                               | Товарищеский матч                               |
| 4                                               | 6 октября 2017                                  | Лоро Боричи, Шкодер                                | Украина                                         | 0:2                                             | —                                               | Отборочный турнир — ЧМ 2018                     |
| 5                                               | 12 января 2020                                  | Хамад бин Халифа, Доха                             | Швеция                                          | 0:1                                             | —                                               | Товарищеский матч                               |

Итого: 5 игр / 0 голов; .